# Misumena fasciata
Misumena fasciata es una especie de araña del género Misumena, familia Thomisidae.

## Distribución
Esta especie se encuentra en Nueva Guinea.